# Myaing
Myaing är en kommun i Myanmar.   Den ligger i regionen Magwayregionen, i den centrala delen av landet, 250 km nordväst om huvudstaden Naypyidaw. Antalet invånare är 253 956.